# 김상준 (프로게이머)
김상준(1992년 10월 2일 ~ )은 대한민국의 전직 스타크래프트, 스타크래프트 II 프로게이머이다. 종족은 프로토스이며, 아이디는 Puzzle이다.

## 개요

### 스타크래프트
2009년 상반기 드래프트에서 위메이드 폭스의 1차 지명으로 입단하였다.
2010년 8월 은퇴하였다.

### 스타크래프트 II
2010년 8월 스타크래프트 II가 출시되면서 스타크래프트 II 게이머로 전향, ZeNEX에 입단하면서 스타크래프트 II 프로게이머로 활동하기 시작하였다.
이후 2011년 SlayerS로 이적했다.
2012년 리그 오브 레전드로 종목을 전향하였고 이후 2013년 다시 스타크래프트 II 프로게이머로 복귀하였다.
2013년 4월 27일 한국e스포츠협회의 포스팅을 통해 KT 롤스터에 입단했다. 프로리그가 끝나고 성적 부진으로 KT에서 방출되었다.
2021년 9월 9일 프렙 E스포츠에 입단하였다.

## 주요 기록

### 스타크래프트
- 2009년 7월 제49회 스타크래프트 준프로게이머 선발전 입상

### 스타크래프트 II
- 2011 PEPSI 글로벌 스타크래프트 II 리그 July Code A 우승
- 2011 PEPSI 글로벌 스타크래프트 II 리그 Aug. Code S 16강
- 2011 소니 에릭슨 글로벌 스타크래프트 II 리그 Oct. Code S 32강
- 2011 소니 에릭슨 글로벌 스타크래프트 II 리그 Nov. Code S 8강
- 2012 핫식스 2012 글로벌 스타크래프트 II 리그 시즌 1 Code S 8강
- 2012 핫식스 2012 글로벌 스타크래프트 II 리그 시즌 2 Code S 32강
- 2012 무슈제이 2012 글로벌 스타크래프트 II 리그 시즌 3 Code A 32강
- 2013 DreamHack Open: Stockholm 16강